# FreeOTFE

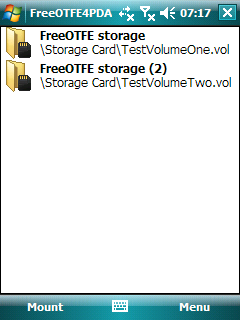
FreeOTFE4PDA

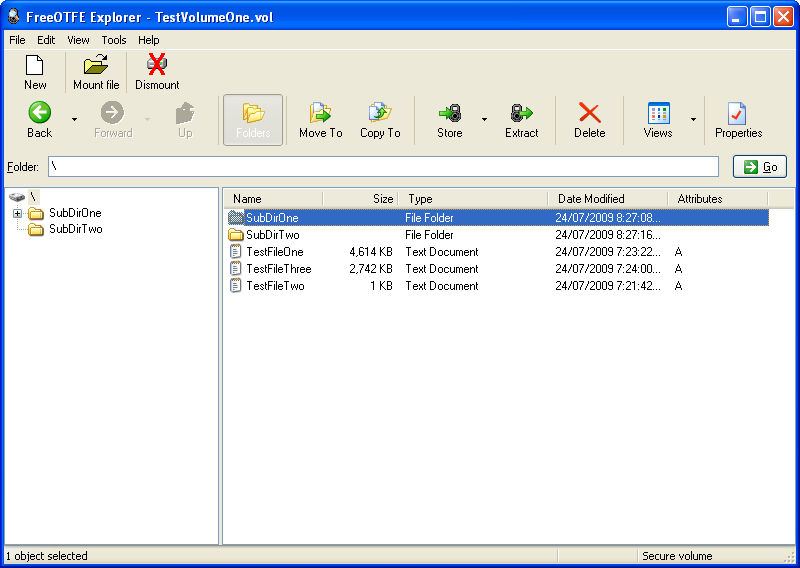
FreeOTFEExplorer

FreeOTFE (On The Fly Encryption, lett. "crittografia al volo") è un programma di crittografia per Microsoft Windows e Windows Mobile (PDA) che permette di creare un disco rigido virtuale e di crittografare i dati memorizzati su di esso. Essendo simile ad altri programmi di crittografia del disco come TrueCrypt e BitLocker, ne condivide alcune funzioni.
Nel tempo, il programma ha avuto un notevole declino, partendo dal suo autore Sarah Dean, che decise di lasciare il progetto nel 2011. Il sito web è tutt'oggi irraggiungibile da giugno 2013, mentre il dominio è cambiato più e più volte a causa del cybersquatting. Il programma originale può essere comunque scaricato su Sourceforge. Nel giugno 2014, è stato annunciato su GitHub, un fork del progetto, denominato come "LibreCrypt".

## Caratteristiche principali
È disponibile una modalità portatile che elimina l'obbligo dell'installazione prima dell'uso. Con FreeOTFE Explorer è disponibile un sistema che permette di accedere ai volumi FreeOTFE senza dover installare alcun software e senza essere in possesso dei diritti di amministratore del computer che si sta utilizzando. Questo lo rende ideale per l'uso, ad esempio, su flash drive (chiavette) in un Internet café, dove gli utenti non dispongono di privilegi amministrativi. FreeOTFE è stato il primo sistema di codifica del suo genere a supportare sia PC sia PDA, token crittografico (PKCS#11) e negazione plausibile.

FreeOTFE consente inoltre di creare delle "unità nascoste", protette da una negabilità plausibile e crittografica, offrendo la possibilità di crittografare partizioni o dischi completi (escludendo la partizione del sistema operativo). Questo programma è compatibile con i volumi crittografati di Linux (come Linux Unified Key Setup) che consentono di leggere e scrivere, i dati crittografati tramite Linux.
L'autenticazione a due fattori (facoltativo a seconda del cliente) introdotto nella versione 4.0 del programma, utilizza le smart card e/o i moduli di sicurezza hardware, (conosciuti più comunemente come "token"). L'autenticatore utilizza il PKCS 11, sviluppato dalla RSA Security.

## Algoritmo

### Algoritmo di cifratura
| - AES - Blowfish - CAST-128 / CAST-256 - DES / Triple DES | - MARS - RC6 - Serpent - Twofish |

### Algoritmo di hash
| - MD2 - MD4 - MD5 - RIPEMD-128 | - RIPEMD-160 - SHA-1 - SHA-224 - SHA-256 | - SHA-384 - SHA-512 - Tiger - WHIRLPOOL |

## Modalità di Cipher
FreeOTFE originariamente offriva la crittografia utilizzando il concatenamento di blocchi di cifratura (CBC) con vettore di inizializzazione del settore salino crittografato (ESSIV), anche se dalla v3.00 ha introdotto LRW e anche la modalità XTS più sicura, che sostituisce LRW nello standard IEEE P1619 per la crittografia del disco.